# Shanghai Disney Resort
O Shanghai Disney Resort é um resort e parque temático, construído pela Walt Disney Parks and Resorts na cidade de Xangai, na China. É o primeiro parque da Disney na China continental e o segundo no país, sendo o outro o Hong Kong Disneyland, em Hong Kong. O resort abriu em 16 de junho de 2016,  após sete anos de construção e duas décadas de planejamento.
A primeira fase de desenvolvimento do resort conta com um parque no estilo do Disneyland, o Shanghai Disneyland Park, um centro de entretenimento, dois hotéis, parques temáticos, um lago, estacionamento e centros de transporte. O castelo da Disney do parque é, de acordo com os criadores, o maior e mais inventivo castelo feito pela companhia. As fases adicionais vão ter desenvolvimento de dois parques temáticos adicionais no resort. O Resort está localizado numa área de 963 hectares, em Pudong, Xangai, ou aproximadamente três vezes o tamanho do Hong Kong Disneyland Resort, a um custo de 24,5 bilhões de yuans (US$ 3,7 bilhões) para o novo parque temático e um adicional de 4,5 bilhões de yuans (US$ 700 milhões) para construir outras expansões do resort. 43% do resort será de propriedade da The Walt Disney Company e os 57% restantes serão de propriedade da Shanghai Shendi Group, um grupo entre três empresas pertencentes ao governo de Xangai. O relatório de aplicação do projeto para o resort foi aprovado pelo governo chinês no dia 4 de Novembro, 2009. 
Além do parque, o resort dispõe de Disneytown e dois hotéis: o elegante e imaginativo Art Nouveau, influenciado pelo Xangai Disneyland Hotel e o colorido Toy Story Hotel, inspirados pelos sucesso da Disney Pixar. Wishing Star Park oferece uma relaxante natural e passeio de lago.

## Importância
O CEO da Disney, Bob Iger, disse que o parque de Shanghai é tão importante para a Disney hoje como o estabelecimento de Walt Disney World, na Flórida foi para a empresa na década de 1970.
Iger espera que o resort irá servir como uma ponte para a marca Disney na China, seus produtos, filmes, vídeo games e os produtos auxiliares miríades que a empresa produz. Mais de 330 milhões de cidadãos chineses (um número maior que a população EUA) vivem apenas três horas do resort. "Esperamos uma resposta muito forte", disse Chris Yoshii, vice-presidente de economia da empresa de consultoria americana, AECOM, em seu escritório em Hong Kong. Em abril, a mídia local relatou que milhares de turistas chineses foram visitar o sítio do parque diariamente, simplesmente para espiar através dos portões e posar para selfies aos arredores. "Se houver qualquer soluços, provavelmente vão ser causados pela Disney ter muita procura, em vez de não ter suficiente", acrescenta Yoshii.

## Abertura
Bob Iger, executivos da Disney, China e inúmeros convidados estavam presentes na abertura do Shangai Disney Resort na quinta-feira 16 de junho de 2016. Iger leu a dedicatória do parque, continuando uma tradição iniciada pelo próprio Walt Disney, que acontece na abertura de cada parque da Disney em todo o mundo: "Para todos os que vêm a este lugar feliz, bem-vindo. Disneylândia de Xangai é a sua terra. Aqui você deixa tudo para trás e descobre mundos imaginativos de fantasia, romance e aventura que inflamam os sonhos mágicos dentro de todos nós. Xangai Disneyland é autenticamente Disney e distintamente Disney. Ele foi criado para todos, trazendo vida á personagens atemporais e histórias em um lugar mágico que vai ser uma fonte de alegria, inspiração e memórias para as gerações vindouras".
Durante a cerimônia, Iger leu uma carta de congratulações do presidente dos EUA, Barack Obama, que declarou que a definiu como a mistura das "empresas americanas com a beleza e a rica herança cultural da China." O presidente Obama também escreveu que Shanghai Disney Resort "captura a promessa" da bilateral relação entre os EUA e a China.
Wang Yang, o vice-premier da China, também compartilhou uma carta de felicitações escritas pelo presidente chinês, Xi Jinping. Na nota, o presidente Jinping felicitou "o êxito da cooperação entre Xangai e The Walt Disney Company." Ele também mencionou, "adicionando ao estilo clássico da Disney um golpe de características chinesas, e pela mistura de padrões internacionais, com as melhores práticas locais, o resort demonstra nosso compromisso com a cooperação inter-cultural e nossa mentalidade de inovação na nova era".